# Eric Robertson
Eric Robertson (Dumfries, 1887 — 1941) est un peintre écossais.

## Biographie

### Jeunesse et formation
Eric Harold Macbeth Robertson naît le 13 février 1887 à Dumfries, dans le Dumfries and Galloway, au sud-ouest de l'Écosse,,.
Il quitte sa ville natale pour Édimbourg au tournant du XXe siècle. Il étudie à l'Edinburgh College of Art, d'abord l'architecture, avant de se consacrer à la peinture,. Il est influencé par les préraphaélites et John Duncan, avec qui il se lie d'amitié et dans l'atelier duquel il passe beaucoup de temps, ainsi que par le peintre symboliste français Gustave Moreau,.

### Carrière

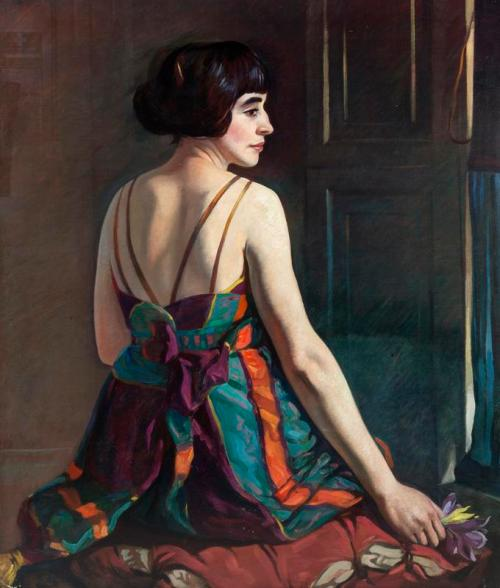
Cecile (1922, Aberdeen Art Gallery).

Robertson participe à plusieurs expositions collectives entre 1912 et 1914, et rencontre pendant cette période la preintre Cecile Walton, fille du peintre Edward Arthur Walton, et l'épouse en 1914. Avec elle, il expose notamment à la Royal Academy de Londres et à la Royal Scottish Academy.
Quand la Première Guerre mondiale éclate, Robertson est affecté à l'unité Friends Ambulance Unit, où il commence à peindre davantage de paysages, mais il est surtout connu pour ses compositions de figures nus, qui ont scandalisé la société d'Édimbourg.
En 1919, le Groupe d'Édimbourg est créé et est notamment composé d'Anne Finlay, Dorothy Johnstone, Cecile Walton et Eric Robertson, David Macbeth Sutherland (en) et Adam Bruce Thomson (en). 

Cartwheels (vers 1920-1921, Galeries nationales d'Écosse).

S'inscrivant dans le symbolisme, Robertson peint des portraits, des figures, des nus. Il expose des paysages, des portraits et des scènes de genre de 1908 à 1933.

### Dernières années
En 1923, après l'échec de son mariage, Robertson s'installe à Liverpool et, au début des années 1930, il est largement oublié en tant que peintre. 
Eric Robertson meurt le 29 avril 1941.